# Blastobasis miguelensis
Blastobasis miguelensis é uma espécie de mariposa do gênero Blastobasis pertencente à família Coleophoridae.